# 第22屆傳藝金曲獎
第22屆金曲獎由中華民國行政院新聞局主辦、臺灣電視公司承辦。本屆共有214個報名單位、提送497張專輯、13,013件作品參賽，其中傳統暨藝術音樂作品類計有132張專輯、1722件作品。本屆傳統暨藝術音樂類頒獎典禮於2011年5月28日在臺大綜合體育館舉行。

## 評審團
- 明立國（召集人）

## 入圍暨得獎名單
本屆傳統暨藝術音樂類共有132張專輯，1,722件作品參賽，入圍名單以及評審團獎和特別貢獻獎得主於2011年4月30日公布。正式入圍作品有63件，得獎者於5月28日的頒獎典禮揭曉。
| 以表示得獎者 |

### 出版獎

#### 最佳戲曲曲藝專輯獎
從缺

## 頒獎典禮

### 演出順序
- 表演：序曲

曲目：韓德爾「皇家煙火組曲」 指揮：林天吉 樂團：台北愛樂管弦樂團
- 表演：風華樂典

曲目：韋瓦第「四季」小提琴協奏曲＜夏＞第三樂章 小提琴：吳庭毓 樂團：夏綠室內樂團
曲目：柴可夫斯基「第一號鋼琴協奏曲」第三樂章 鋼琴：葉孟儒 指揮：林天吉 樂團台北愛樂管弦樂團
- 表演：跨界瘋樂

指揮：林天吉 樂團：台北愛樂管弦樂團 二胡：廖珮妤 小提琴：Janet 琵琶：鄭亦鈞 爵士鼓：黃瑞豐 豎琴：李哲藝 大提琴：黃盈媛
曲目：丟丟銅仔、天公落水、鳳陽花鼓、瑪莉歐、龍貓、賞月舞、無樂不作
- 表演：曲藝傳新

曲目：鍾耀光「孟小冬」、組曲【梧桐院落】【著此杉】 獨唱：魏海敏 指揮：鍾耀光 樂團：台北愛樂管弦樂團
臺北市立國樂團首席合奏團 指揮：鍾耀光 笛：刁鵬 柳琴：馬翠妤 二胡：王瀅絜 高音笙：牛樂寧 古箏：謝岱霖 琵琶：陳麗晶 豎琴：黃景屏 革胡：邱應欽
- 表演：Theme of Laura from SILENT HILL 電吉他：Akira Yamaoka 爵士鼓：黃瑞豐 指揮：林天吉 樂團：台北愛樂管絃樂團

- 表演：金曲讚頌

曲目：舒伯特「野玫瑰」 獨白：魏海敏 樂團：台灣瘋跨界樂團
曲目：柴可夫斯基「1812序曲」 指揮：林天吉 樂團：台北愛樂管弦樂團

## 相關資料
1. 1 2  . 聯合報. 2011-02-17: C2版.
2. ↑  李晏如. . 聯合報. 2011-04-30: A18版.

## 外部連結
- 第二十二屆金曲獎傳統暨藝術音樂類入圍名單 （页面存档备份，存于），文化部影視及流行音樂產業局
- 第二十二屆金曲獎傳統暨藝術音樂類得獎名單 （页面存档备份，存于），文化部影視及流行音樂產業局